# Diplazium simplicivenium
Diplazium simplicivenium är en majbräkenväxtart som beskrevs av Richard Eric Holttum.
Diplazium simplicivenium ingår i släktet Diplazium och familjen Athyriaceae. Inga underarter finns listade i Catalogue of Life.